# Нитрид тетрамарганца
Нитрид тетрамарганца — неорганическое соединение металла марганца и азота с формулой Mn4N,
серые кристаллы.

## Получение
- Длительное нагревание металлического марганца в атмосфере азота при давлении 0,13 ат:

{\displaystyle {\mathsf {8Mn+N_{2}\ {\xrightarrow {690^{o}C}}\ 2Mn_{4}N}}}

## Физические свойства
Нитрид тетрамарганца образует серые кристаллы
кубической сингонии,
параметры ячейки a = 0,380 нм.
Ферромагнетик.